# Maria Walpole

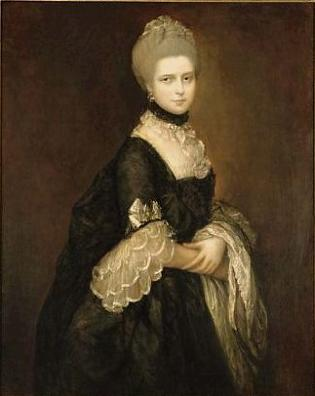
Maria Walpole in rouw, op een portret van Thomas Gainsborough

Maria Walpole (10 juli 1736 - 22 augustus 1807), gravin van Waldegrave en hertogin van Gloucester en Edinburgh, was een lid van de Britse koninklijke familie als vrouw van prins Willem Hendrik van Groot-Brittannië, de hertog van Gloucester en Edinburgh. Het huwelijk werd gesloten zonder dat koning George III van het Verenigd Koninkrijk zijn toestemming had gegeven. George III was namelijk de oudere broer van Maria's man, Willem Hendrik.
Maria Walpole werd geboren op 10 juli 1736 als dochter van Edward Walpole en Dorothy Clements. Haar grootvader was Robert Walpole, de eerste Britse premier, en minister onder koning George II van Groot-Brittannië, periode 1721-1741. Ze groeide op in Frogmore House in Windsor; haar ouders waren echter niet getrouwd en haar buitenechtelijke status vormde een obstakel om een goede echtgenoot te vinden, ondanks haar afkomst.

## Gravin van Waldegrave
Op 15 mei 1759 trad zij in het huwelijk met James Waldegrave, de tweede graaf van Waldegrave, zoon van James Waldegrave, eerste graaf van Waldegrave en diens vrouw Mary Webbe. Na hun huwelijk kreeg Maria de titel Gravin van Waldegrave. Haar man James stierf plotseling op 28 april 1763. Uit het huwelijk werden drie dochters geboren:
- Lady Elizabeth Laura (1760 - 1816), huwde met haar neef George Waldegrave, vierde graaf van Waldegrave.
- Lady Charlotte Maria (1761 - 1808), huwde met George FitzRoy, de vierde hertog van Grafton.
- Lady Anna Horatia (1762 - 1801), huwde met admiraal Hugh Seymour, de zoon van Francis Seymour-Conway, eerste markies van Hertford. Anna en Hugh zijn verre voorouders van prinses Diana Frances Spencer.

## Hertogin van Gloucester

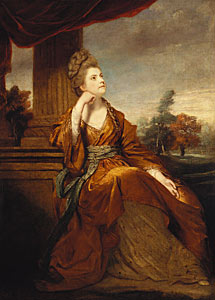
Maria Walpole als de hertogin van Gloucester, geschilderd door Joshua Reynolds

Op 6 september 1766 huwde Maria een tweede maal, nu met prins Willem Hendrik, de hertog van Gloucester (1743-1805). Het huwelijk werd gesloten in haar huis te Pall Mall te Londen. De hertog was de derde zoon van Frederik Lodewijk, de prins van Wales, en hij was een jongere broer van de latere koning George III van het Verenigd Koninkrijk. Het huwelijk werd in het geheim gesloten omdat de Britse koninklijke familie een huwelijk tussen een koninklijke prins en een weduwe van niet koninklijken bloede met bovendien ook nog eens een buitenechtelijke status, zeker niet had goedgekeurd. Het paar woonde in St Leonard's Hill te Clewer, dicht bij Windsor. Er werden drie kinderen geboren:
- Sophia Matilda (29 mei 1773 - 29 november 1844), stierf ongehuwd
- Caroline Augusta Maria (24 juni 1774 - 14 maart 1775)
- Willem Frederik (15 januari 1776 - 30 november 1834), hij huwde in 1816 met zijn nicht prinses Maria van Hannover.

Hun huwelijk en dat van Hendrik Frederik van Cumberland en Strathearn, broer van de hertog, leidde tot het aannemen van de Royal Marriages Act uit 1772, waarin stond dat wanneer een afstammeling van koning George II wilde trouwen eerst toestemming moest gevraagd worden aan de regerende monarch. In het geval van Willem Hendrik en Maria Walpole zou dat dus aan koning George III zijn geweest. Maar doordat het huwelijk tussen Willem Hendrik en Maria Walpole al was gesloten vóór 1772 werd hun huwelijk uiteindelijk goedgekeurd door het parlement. Daardoor werd Maria verheven tot Hare Koninklijke Hoogheid de Hertogin van Gloucester en Edinburgh. Ondanks dat werden ze nooit aan het Hof gezien omdat de woede van George III tegen het paar te groot was.
Hun tweede dochter prinses Caroline stierf op de leeftijd van acht maanden aan de pokken. Als achterkleinkinderen in mannelijke lijn van koning George II, kregen de kinderen van Willem Hendrik en Maria de aanspreektitel "Hoogheid". Nadat Willem Frederik huwde met zijn nicht prinses Maria, kregen hij en zijn oudere zuster Sophia de aanspreektitel "Koninklijke Hoogheid".

## Galerij

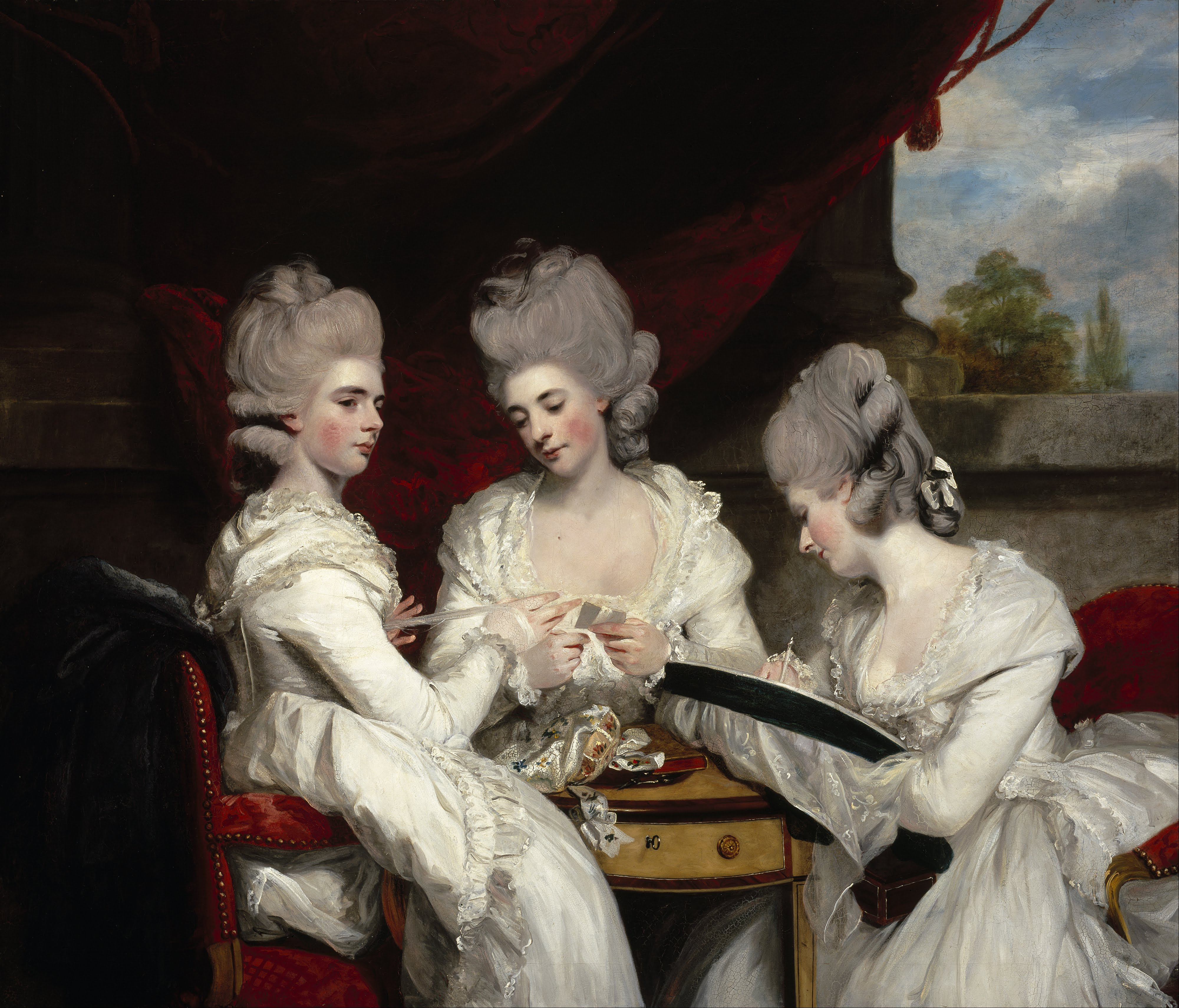
De drie dochters van Maria Walpole uit haar eerste huwelijk, vervaardigd door Joshua Reynolds.
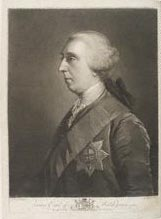
De eerste echtgenoot van Maria, James, 2e graaf van Waldegrave, geschilderd door James Macardell.
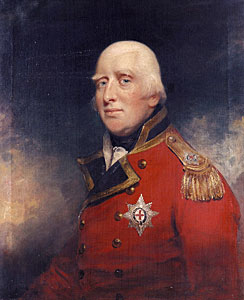
Maria's tweede echtgenoot, prins Willem Hendrik, geschilderd door Henry William Beechey.
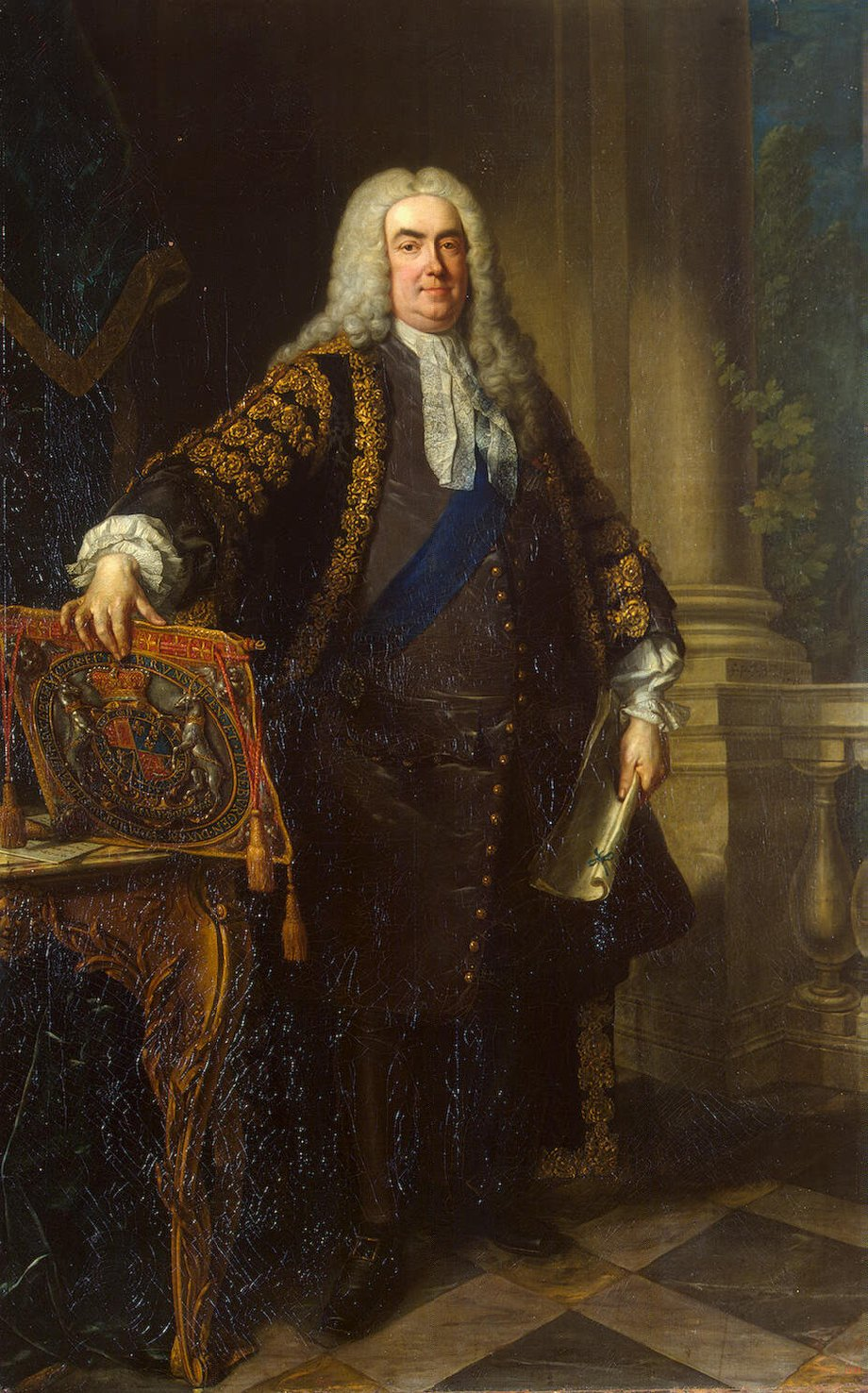
Maria's grootvader aan vaderskant, Sir Robert Walpole, geschilderd door de Franse schilder Jean-Baptiste van Loo.